# Jędrzej Moraczewski
Jędrzej Moraczewski (1870-1944) fue un político polaco, primer ministro de su país entre el 18 de noviembre de 1918 y 16 de enero de 1919. 
En 1918-1919 se desempeñó como ministro de Comunicaciones, y en 1925-1929, como el ministro de Trabajo Público.
| Predecesor: Ignacy Daszyński | Primer ministro de Polonia 1918 a 1919 | Sucesor: Ignacy Jan Paderewski |

- Datos: Q470928
- Multimedia: Jędrzej Moraczewski / Q470928